# Echinisis spicata
Echinisis spicata is een zachte koraalsoort uit de familie Isididae. De koraalsoort komt uit het geslacht Echinisis. Echinisis spicata werd in 1907 voor het eerst wetenschappelijk beschreven door Hickson. 